# 1944 au cinéma
| Années du cinéma : 1941 - 1942 - 1943 - 1944 - 1945 - 1946 - 1947    |
| Décennies du cinéma : 1910 - 1920 - 1930 - 1940 - 1950 - 1960 - 1970 |

Cet article présente les faits marquants de l'année 1944 au cinéma.

## Évènements
- Marlène Dietrich commence une tournée des armées sur les bases américaines d'Italie et d'Afrique du Nord.
- Luchino Visconti est libéré de la prison de San Gregorio où il a été enfermé pour faits de résistance.
- Création du Centre cinématographique marocain.

## Principaux films de l'année
- Arsenic et vieilles dentelles (Arsenic and Old Lace) comédie de Frank Capra avec Cary Grant, Priscilla Lane, Peter Lorre, Raymond Massey, Josephine Hull et Jean Adair  (sortie 1er septembre à New York).
- Assurance sur la mort (Double Indemnity) de Billy Wilder avec Barbara Stanwyck et Fred MacMurray.
- Buffalo Bill de William A. Wellman avec Joel McCrea, Maureen O'Hara, et Linda Darnell.
- Hantise (Gaslight) : suspense américain de George Cukor avec Charles Boyer, Dame May Whitty, Ingrid Bergman, Joseph Cotten (sortie 4 mai à New York).
- Kolberg de Veit Harlan et Wolfgang Liebeneiner avec Heinrich George et Paul Wegener.
- La Femme au portrait (The Woman in the Window) avec Joan Bennett et Edward G. Robinson
- La Reine de Broadway  (Cover girl) de Charles Vidor avec Rita Hayworth et Gene Kelly.
- La reine morte de José Leitão de Barros, avec Antonio Vilar.
- La Route semée d'étoiles (Going My Way) de Leo McCarey avec Bing Crosby et Barry Fitzgerald.
- Laura d'Otto Preminger avec Gene Tierney et Dana Andrews
- Le Chant du Missouri (Meet Me in St. Louis) de Vincente Minnelli avec Judy Garland
- Le ciel est à vous, film de Jean Grémillon (février).
- le Port de l'angoisse (To Have and Have Not) d'Howard Hawks avec Humphrey Bogart et Lauren Bacall

## Récompenses

### Oscars
- Meilleur film : La Route semée d'étoiles (Going My Way) de Leo McCarey
- Meilleure actrice : Ingrid Bergman, Hantise (Gaslight)
- Meilleur acteur : Bing Crosby, La Route semée d'étoiles
- Meilleur second rôle féminin : Ethel Barrymore, Rien qu'un cœur solitaire (None But the Lonely Heart)
- Meilleur second rôle masculin : Barry Fitzgerald, La Route semée d'étoiles
- Meilleur réalisateur : Leo McCarey, La Route semée d'étoiles
- Meilleure direction artistique : Cedric Gibbons, William Ferrari, Paul Huldschinsky et Edwin B. Willis pour Hantise (Gaslight)

### Autres récompenses
- 20 janvier : Le Grand Prix du film d’art est décerné pour 1942 aux Les Visiteurs du soir de Marcel Carné et pour 1943 à Les Anges du péché de Robert Bresson.
- Prix Louis-Delluc : La Belle et la Bête de Jean Cocteau.

## Principales naissances
- 23 janvier : Rutger Hauer (mort le 19 juillet 2019)
- 14 février : Stockard Channing
- 17 février : Marjatta Raita († 27 septembre 2007).
- 22 février : Jonathan Demme (mort le 26 avril 2017).
- 29 février : Dennis Farina († 22 juillet 2013).
- 18 mars : Frank McRae († 29 avril 2021).
- 21 mars : Marie-Christine Barrault
- 23 mars : Patrick Floersheim († 4 mars 2016).
- 23 avril : Jean-François Stévenin : († 27 juillet 2021).
- 10 mai : 
  - Marie-France Pisier († 24 avril 2011).
  - Jim Abrahams
- 5 mai : John Rhys-Davies
- 14 mai : George Lucas
- 19 mai : Peter Mayhew (mort 30 avril 2019).
- 25 mai : Frank Oz
- 29 mai : Helmut Berger († 18 mai 2023).
- 11 juin : Roscoe Orman
- 5 juillet : Geneviève Grad, actrice française († 8 novembre 2024).
- 8 juillet : Jeffrey Tambor
- 31 juillet : Geraldine Chaplin
- 9 août : Sam Elliott
- 11 août : Ian McDiarmid
- 13 septembre : Jacqueline Bisset
- 24 septembre : Sven-Ole Thorsen
- 25 septembre : Michael Douglas
- 29 septembre : Marina Hedman
- 1er octobre : Dani († 18 juillet 2022).
- 6 octobre : Merzak Allouache
- 28 octobre : Coluche († 19 juin 1986).
- 2 novembre : Patrice Chéreau († 7 octobre 2013).
- 17 novembre : 
  - Danny DeVito
  - Gary Goldman
- 26 novembre : Karin Schubert
- 11 décembre : Teri Garr, actrice américaine († 29 octobre 2024).
- 17 décembre : Bernard Hill

## Principaux décès
- 20 août : Raymond Aimos, acteur français.
- 6 novembre : Fernand Charpin, acteur français.
- 22 décembre : Harry Langdon, acteur américain.